# 鹊尾形柄香炉 (日本国宝)
鹊尾形柄香炉（日语：／），其日本国宝指定名称为“金铜柄香炉”（日语：／），现为东京国立博物馆所藏之柄香炉，作为法隆寺献纳宝物之一被指定为国宝。

## 特征

### 形状和结构
鹊尾形柄香炉是有柄香炉的一种，因炉柄末端形状似喜鹊尾巴而得名。

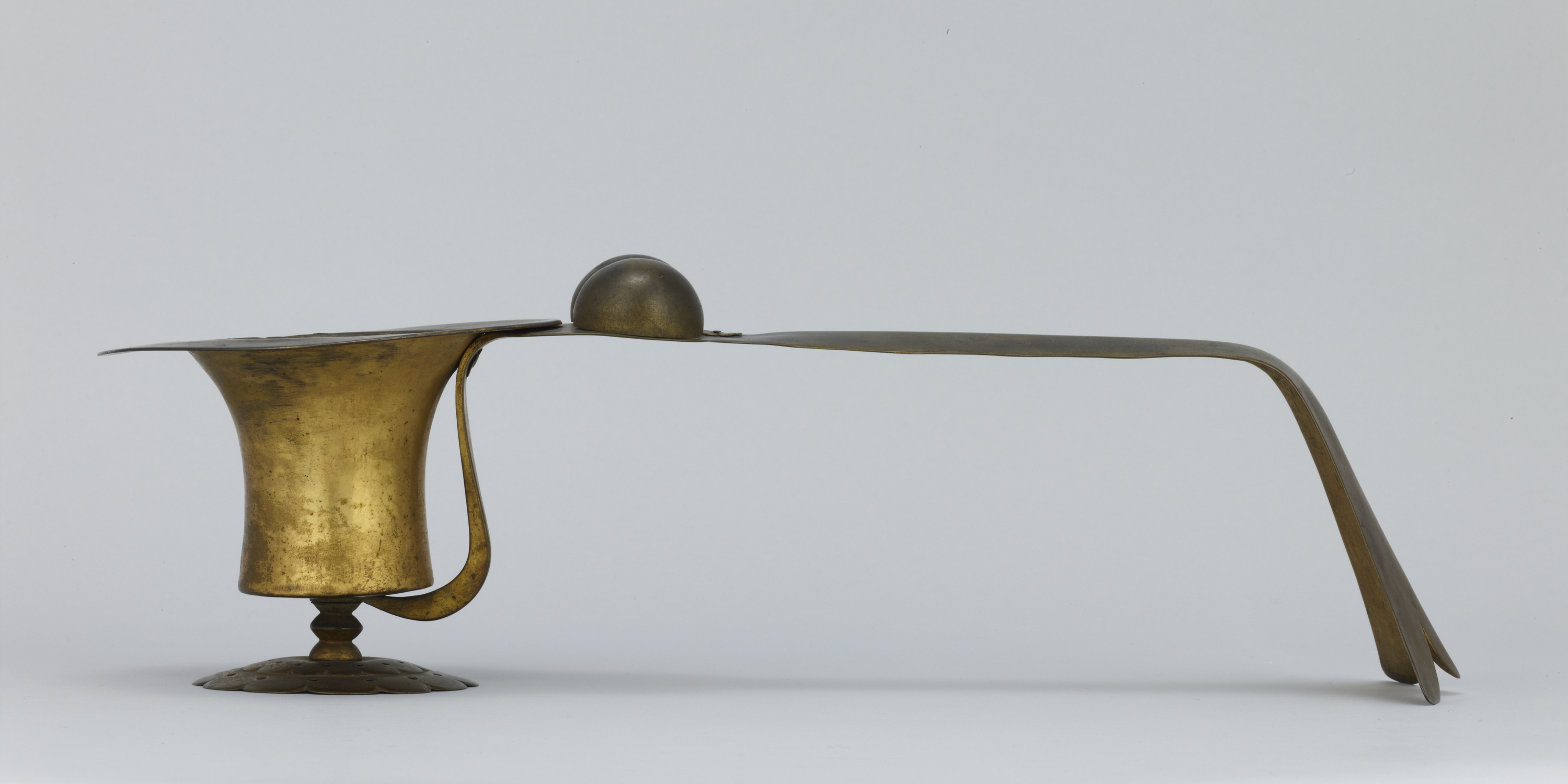
侧面正视示意图。

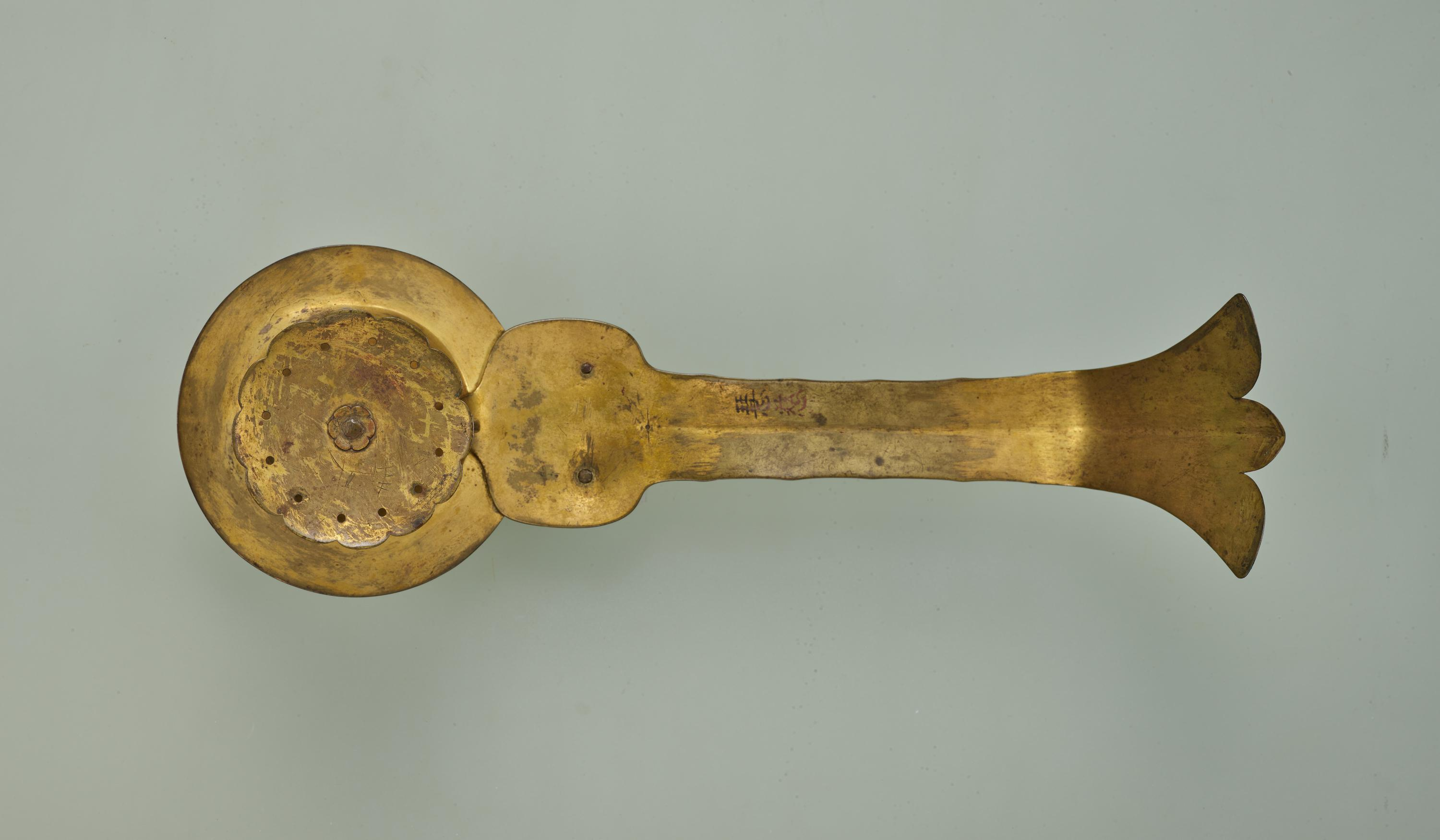
底面正视示意图。

这一香炉的尺寸为总长39.0厘米，其中炉体直径13.3厘米，柄长25.8厘米，炉体高7.3厘米，整体重量424克。
该香炉由三部分组成：盛放火源的炉体、支撑炉体的底座，以及连接炉体的手柄。炉体呈圆柱形，自底部向上呈喇叭状逐渐外扩，边缘显著外翻如剑格，整体轮廓近乎正圆。炉体通过中心铆钉与底座固定连接。底座由大小两层各12片仿花瓣造型的构件叠合而成，中轴形似算盘珠。手柄采用整体铸造工艺，自弓形金属部延伸至鹊尾部，边缘呈微妙波浪曲线，中部略隆起，相应背面内凹以保持整体厚度均匀。与炉体衔接处加宽，通过半球形大铆钉固定。柄端（即鹊尾部分）向两侧强烈伸展，形成清晰的三叉造型。

### 材料和技术
该器物材质为黄铜。根据东京国立博物馆2005年实施的荧光X射线检测，其成分组成为铜70%、锌29%，科学验证了黄铜材质。经考证，炉体、底座及手柄整体曾施以鎏金工艺，现今炉体外侧面与手柄背面仍残留大量金层。前述荧光X射线检测亦检出源自鎏金的金元素，但因未检测到汞元素，故可排除汞齐法鎏金的可能性。鎏金层最厚处达5微米，多数区域为1微米。截至2005年研究时，其具体鎏金工艺仍未能明确。
该器物几乎整体采用锻造工艺成型，唯独算盘珠状中轴尚未明确是铸造还是锻造制成。经考证，炉体由单一金属板整体锤打成型，锻造完成后又经陶輪加工修整定型。 

### 铭文
这件香炉上共镌刻有三处铭文：底座背面以针刻法书「◯方」（断代：7-8世纪）；炉缘内侧以针刻法书「上宫」（年代不详）；柄部背面以朱砂叠写于漆书之上的「慧慈」（断代：江户时期）。其中“上宫”系圣德太子尊号，“慧慈”则指圣德太子佛学导师慧慈法师。关于铭文释读的学术讨论详见「#制作年代与产地」章节。   

### 保存状态
东京国立博物馆在2005年的调查报告中指出其保存状况“良好”。然而，炉体与边缘交界处因棱角结构导致金属基底变薄，现存三处破损部位。

## 历史
据法隆寺寺传记载，该柄香炉系慧慈法师于595年自高句丽携来日本。天平十九年（747年）《法隆寺伽蓝缘起并流记资财帐》中“合香炉十具”（合香炉壱拾具）条目载有“二具鍮石”（二具の鍮石），其中“一尺三寸八分”者即被认定为现存鹊尾形柄香炉。此物于1957年6月18日被指定为重要文化财产，后于1964年5月26日正式升格为国宝。
据考，该器制作年代可追溯至飞鸟时代。相较于同类鹊尾形柄香炉（1957年指定重要文化财，编号N281），本品在炉体侧弯弧度、尾端伸展度及装饰铆钉尺寸等造型特征上更为宏阔，故学界推定其制作年代早于N281。因其形制与奈良时代以降的柄香炉存在显著差异，被视为日本现存最古的柄香炉。关于产地，虽有朝鲜半岛等假说，但缺乏决定性证据，截至2005年尚未形成定论。具体考据详见「#制作年代与产地」章节。

## 研究历史

### 制作年代与产地

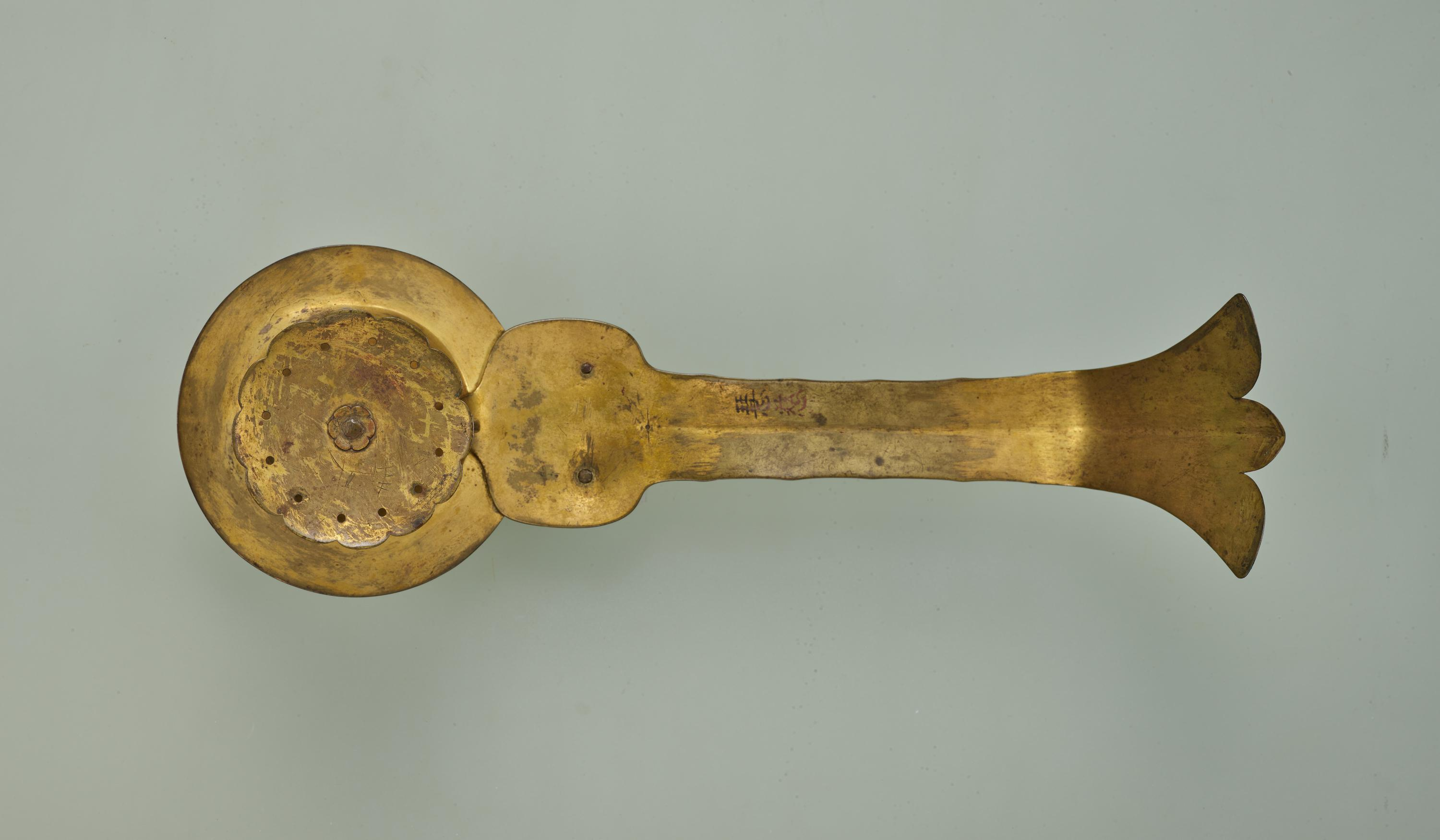
从正下方观看。可以看到铭文。

制作年代被推定为7世纪飞鸟时代。而关于其产地则存在学术争议，截至2005年尚未形成定论。如前述科学检测所示，其材质确为黄铜，鉴于古代日本尚未掌握锌冶炼技术，学界普遍认为该器很可能产自中国或朝鲜半岛。
如前所述，“上宫”乃圣德太子尊号，“慧慈”则指其佛学导师慧慈法师。另有学术观点认为，“◯方”针刻铭文当释读为指代高句丽的“带方”，此说成为推定本品产自朝鲜半岛的重要依据。“带方”地域相当于今京畿道与忠清北道一带。学者加岛胜指出，本品“带方”铭文与皇南大冢出土随葬品所刻“妇人带”字样笔迹相似，为此说提供了佐证。加岛进一步推测，若寺传所述慧慈法师持有属实，则制作年代或可上溯至6世纪。  
另有学者提出异议，认为铭文刻线笔画明显不足，难以支持“带方”的释读。东京国立博物馆1999年研究指出，参照奈良时代木简等文物中“三十”多写作“卅十”的惯例，推测可能多刻一线而应读作“四十方”。然而“四十方”含义至今未明，此说同样缺乏确证。 

### 镀金工艺的具体实施时期尚未明确
根据前文所述，经荧光X射线分析确认该柄香炉为黄铜材质且表面经过镀金处理。由于含锌量20-40%的黄铜具有类金色泽，常被用作工艺品的黄金替代材料。事实上，在日本古代黄铜制品中，仅此一件存在镀金工艺。正因如此，关于该器镀金的具体时期存在学术争议——东京国立博物馆2005年调查报告基于上述特性，提出了“后世补镀”的观点。但该报告同时援引敦煌文献中关于黄铜镀金香炉的记载，推测本品镀金可能为原始工艺。

## 评估
藏田藏评价本品称：“结构至简而装饰精少，整体轻盈灵动”，并盛赞道：“以硕大饰铆为核心，却完美保持整体协调的此柄香炉，实乃巧夺天工、无可挑剔的工艺杰作”，“作为飞鸟时代的工艺品，堪称登峰造极之作”。
诚如上述，通过荧光X射线分析已确认该柄香炉为黄铜材质且表面经过镀金处理。鉴于本品系日本古代黄铜制品中唯一存世的镀金实例，早川泰弘与高妻洋成指出：“此分析结果对于研究黄铜及镀金工艺发展史具有重大意义”。

## 脚注